# Das wandernde Bild
Das wandernde Bild ist ein deutsches Filmdrama von Fritz Lang, das am 25. Dezember 1920 in Berlin seine Uraufführung erlebte. Der Film entstand in Bayern am Königssee und am Fuß des Watzmanns. Die restaurierte Fassung hat eine Spieldauer von 67 Minuten und ist 2032 m lang.

## Handlung

### 1. Akt
Irmgard Vanderheit ist auf der Flucht vor ihrem Ehemann John Vanderheit. Am Ufer des Lago Maggiore trifft sie auf Wil Brand, der ihr hilft, heimlich und schnell mit einem Boot über den See zu kommen. Durch ihn erfährt sie später, dass sie zu ihrem Mann nur noch einen kleinen Vorsprung hat. So bleibt als einziger Ausweg die Überquerung der Alpen, die sie trotz des schlechten Wetters antritt. Auf einer Almwiese bemerkt sie die Hütte eines Einsiedlers, dem sie erklärt, dass sie den Weg aus dem Elend sucht. Er entgegnet jedoch, dass „niemand einen Weg weisen kann, den er nicht kennt“.

### 2. Akt
Irmgard hat eine hoch gelegene Alm erreicht, wo man ihr aufgrund des Nebels erneut von der Bergwanderung abrät. Auch der Einsiedler bekommt Angst um sie und beschließt, Irmgard zu folgen. Schließlich holt er sie ein, doch schlechtes Wetter verhindert eine weitere Flucht. Die beiden wollen in einer Schutzhütte besseres Wetter abwarten. Sie werden durch einen von John Vanderheit herbeigeführten Felssturz jedoch in der Hütte eingesperrt. Plötzlich erkennt Irmgard in dem Einsiedler Georg Vanderheit, den Zwillingsbruder ihres Ehemanns John.

### 3. Akt
Im Rückblick wird geschildert, wie sich Irmgard und Georg kennengelernt haben: Aus einem Verhältnis zwischen Chef und Sekretärin wird ein Verhältnis mit Empfindungen, die beide füreinander hegen. Da Georg aber ein erklärter Gegner der Ehe in ihrer jetzigen Form ist, lässt er sich nicht von Irmgard überzeugen, die Ehe zum Wohle ihres gemeinsamen Kindes zu schließen. So heiratet Irmgard heimlich ihren Schwager John Vanderheit – die Eintragung im Kirchenbuch lautet aber auf den Namen Georgs. Als ihr eigentlicher Geliebter aber davon erfährt, verliert er das Vertrauen in Irmgard und täuscht einen Selbstmord vor. Vor einem Madonna-Standbild schwört er, erst in die Welt zurückzukehren, wenn eben jenes zu wandeln beginnt.
Nun erzählt Irmgard ihre Geschichte: Bei der Testamentseröffnung begreift sie, dass Georg von ihrer heimlichen Eheschließung erfahren hat und denkt, dass sie damit seinen Selbstmord herbeigeführt hat. Nun wird Irmgard von John beschuldigt, ihn zu einem Gesetzesbrecher gemacht zu haben, was zu täglichen Bedrohungen führt. Als er schließlich behauptet, sie sei geistesgestört, entscheidet sich Irmgard zur Flucht. An diesem Punkt beginnt die Handlung des Filmes.

### 4. Akt
Durch eine von Wil Brand angeführte Rettungsmannschaft werden Georg und Irmgard aus der verschütteten Hütte befreit. Kurz darauf attackiert John sie erneut, doch er stürzt einen Felsen hinunter und stirbt. Etwas später erreichen seine Ehefrau und sein Bruder die Madonna, vor der auch Georg einst seinen Schwur abgelegt hat. Dieser verbietet es ihm auch, ein neues Leben zu beginnen. Nun tritt Wil Brand hinzu, dem Irmgard anvertraut wird. Georg möchte sein Leben als Einsiedler weiterführen.

### 5. Akt
Irmgard lässt ihre Mutter und ihr Kind ins Gebirge kommen. Kurz nach deren Ankunft gibt sich Wil Brand bei einem Gespräch mit ihr  als Vetter Georgs zu erkennen und wirbt um ihre Hand, da er Alleinerbe seines Vermögens geworden wäre, wenn der erklärte Ehegegner sie nicht geheiratet hätte. Jetzt stehen sowohl Irmgard als auch Georg vor einer schweren Entscheidung. Irmgard weiß nicht, ob sie Wil Brands Angebot annehmen soll und Georg fragt sich, ob er die betrübte Frau sich selbst überlassen darf. Er fleht das Standbild an, ihn von seinem Gelübde zu entbinden. Noch in der gleichen Nacht bricht im Gebirge ein Gewitter aus und ein Blitz entwurzelt einen Baum, der den Hang herunterrollt und dabei die Madonna mitreißt. Als Georg bemerkt, dass das Standbild nicht mehr da ist, beginnt er sofort seinen Marsch ins Tal. Gleichzeitig teilt Irmgard Wil mit, dass sie sein Angebot ablehnt; sie überlässt ihm aber die ihm zustehende Erbschaft. Jetzt trifft Georg ein und gemeinsam mit Irmgard geht er zurück in die Berge, wo sie „vereinigt durch die reine, wahre Liebe“ leben können.